# Komet Arend-Rigaux
Komet Arend-Rigaux (uradna oznaka je 49P/Arend-Rigaux ) je periodični komet z obhodno dobo okoli 6,6 let. Pripada Jupitrovi družini kometov.

## Odkritje
Komet sta odkrila 5. februarja 1951 belgijska astronoma Sylvain Julien Victor Arend (1902 – 1992) in Fernand Rigaux. 

## Lastnosti
Premer jedra kometa je 8,48 km .